# São Pedro do Sul (freguesia)
São Pedro do Sul era una freguesia portuguesa del municipio de São Pedro do Sul, distrito de Viseu.

## Geografía
Situada en la zona meridional del concelho, limitando ya con el de Vouzela, se integraban en la freguesia, además del que le da nombre y sede, otros veinticuatro núcleos de población, a saber:Arcozelo, Azival, Bandulha, Cabria, Casal de Matos, Cotães, Cotos, Galifães, Louredo, Massarocas, Negrelos, Novais, Outeiro da Comenda, Paraíso, Pontão, Bairro da Ponte, Pouves, Ranhadinhos, Ranhados, Regueira, Ribeira de Cotães, S. José, Taboadelo y Travanca.

## Historia
Fue suprimida el 28 de enero de 2013, en aplicación de una resolución de la Asamblea de la República portuguesa promulgada el 16 de enero de 2013 al unirse con las freguesias de Baiões y Várzea, formando la nueva freguesia de São Pedro do Sul, Várzea e Baiões.

## Patrimonio
En el patrimonio histórico-artístico de la antigua freguesia destacan el convento franciscano de San José y el palacio de Reriz, barroco, del primer cuarto del siglo XVIII.